# Abstracción geométrica

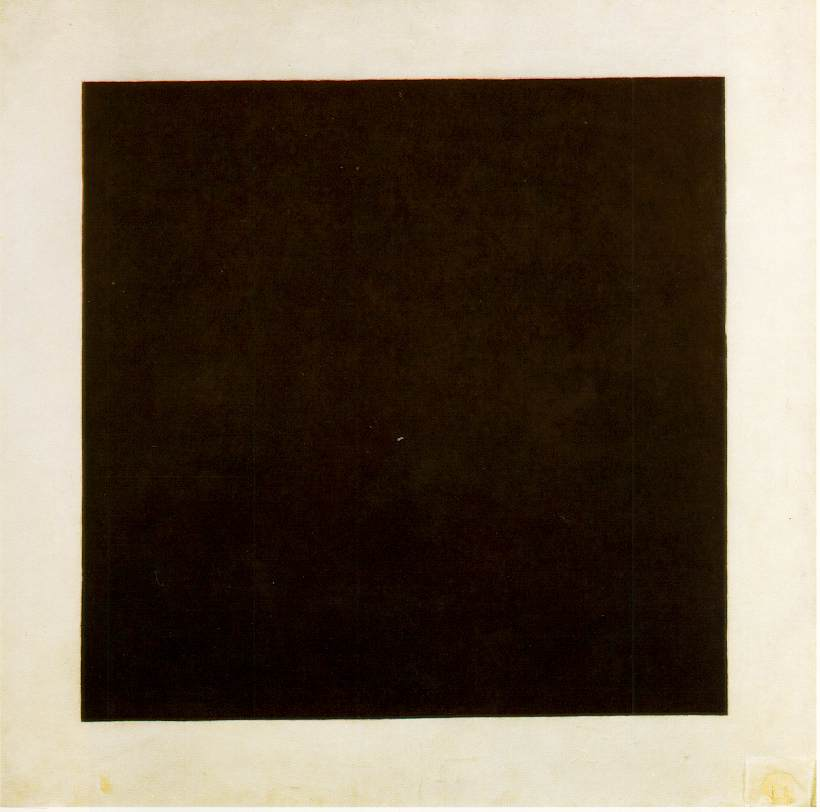
Kaziir Malévich. Cuadrado negro. 1915. Óleo sobre lienzo. [Museo Estatal Ruso], San Petersburgo.

Abstracción geométrica se ha denominado a un capítulo del arte abstracto desarrollado a partir de los años 1920, y se basa en el uso de formas geométricas simples combinadas en composiciones subjetivas sobre espacios irreales. Surge como una reacción frente al excesivo subjetivismo de los artistas plásticos de épocas anteriores en un intento de distanciarse de lo puramente emocional. El discurso crítico de estos artistas se complementa con una exaltación exacerbada de las dos dimensiones frente al esfuerzo de la mayoría de los movimientos anteriores para tratar de representar una realidad tridimensional.

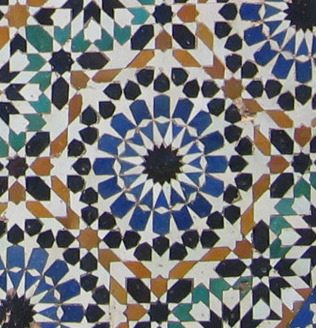
Detalle de un azulejo en Meknes, Marruecos.

Fue Wassily Kandinsky su principal precursor y el más influyente de los maestros en toda una generación de artistas abstractos. Kasimir Malévich y Piet Mondrian también se encuentran entre sus impulsores y en ambos se puede apreciar también la influencia de antiguas culturas que utilizaron la geometría como expresión artística y decorativa. Es el caso de las cerámicas y mosaicos que se conservan del arte islámico, obligado por el precepto religioso a evitar la representación de la figura humana. También las culturas clásicas de la antigua Grecia y la Roma imperial, en las que se utilizaron con profusión elementos decorativos sin referentes reconocibles en la realidad.